# Thyene imperialis
Thyene imperialis är en spindelart som först beskrevs av Rossi 1846.  Thyene imperialis ingår i släktet Thyene och familjen hoppspindlar. Inga underarter finns listade i Catalogue of Life.